# Pachychernes baileyi
Espèce
Pachychernes baileyi est une espèce de pseudoscorpions de la famille des Chernetidae.

## Distribution
Cette espèce est endémique du Brésil.

## Publication originale
- Feio, 1945 : Novos Pseudoscorpioes de regiao neotropical (com a descrição de uma subfamilia, dois generos e sete especies). Boletim do Museu Nacional de Rio de Janeiro, vol. 44, p. 1-47.